# Jerzy Kucia
Jerzy Kazimierz Kucia (ur. 14 stycznia 1942 w Sołtysach) – polski reżyser, scenarzysta, autor projektów plastycznych i producent filmów animowanych.
W 1967 ukończył studia na wydziale malarstwa i grafiki Akademii Sztuk Pięknych w Krakowie. Studiował także w Pracowni Rysunku Filmowego w tej samej uczelni, której wykładowcą był od 1981. Zadebiutował jako twórca filmów animowanych w 1972 filmem Powrót. Jest autorem opracowań plastycznych wszystkich swoich filmów, a od 1992 – także ich producentem. Jest członkiem zarządu Association Internationale du Film d'Animation (ASIFA), w latach 1994-97 pełnił funkcję jej przewodniczącego. Prowadzi coroczne Międzynarodowe Warsztaty Filmu Animowanego w Krakowie.
Kucia przy tworzeniu swoich filmów animowanych regularnie posługuje się fotografią, którą przetwarza różnymi technikami, na przykład laserowo. Jednakże technikę fotograficzną Kucia regularnie łączy z rysunkiem, wycinankami tudzież obrazami z kamery filmowej. Jedynie jego przedostatni film, Strojenie instrumentów, został wykonany bez użycia fotografii, z użyciem rysunków wykonanych na papierze i celuloidzie. Tematyka jego filmów obejmuje nadawanie poetyckiego wymiaru błahym, codziennym sytuacjom oraz ostentacyjne portretowanie życia prowincji.
W 2009 roku otrzymał nagrodę specjalną Smok Smoków za całokształt twórczości w dziedzinie filmu animowanego na 49 Krakowskim Festiwalu Filmowym.
Jest jednym z bohaterów książki Jerzego Armaty Anima. Mistrzowie polskiej animacji (wyd. EGoFILM, Warszawa 2025).

## Filmografia
1. Powrót – reżyseria, scenariusz, opracowanie plastyczne, animacja – 1972
2. Winda – reżyseria, scenariusz, opracowanie plastyczne, animacja – 1973
3. W cieniu – reżyseria, scenariusz, opracowanie plastyczne, animacja – 1975
4. Szlaban – reżyseria, scenariusz, opracowanie plastyczne – 1976
5. Krąg – reżyseria, scenariusz, opracowanie plastyczne – 1978
6. Okno – reżyseria, scenariusz, opracowanie plastyczne – 1979
7. Refleksy – reżyseria, scenariusz, opracowanie plastyczne – 1979
8. Wiosna – reżyseria, opracowanie plastyczne – 1980
9. Źródło – reżyseria, scenariusz, opracowanie plastyczne – 1982
10. Odpryski – reżyseria, scenariusz, opracowanie plastyczne – 1984
11. Parada – reżyseria, scenariusz, opracowanie plastyczne – 1986
12. Przez pole – reżyseria, scenariusz, opracowanie plastyczne – 1992
13. Strojenie instrumentów – reżyseria, scenariusz, opracowanie plastyczne – 2000
14. Fuga na wiolonczelę, trąbkę i pejzaż – reżyseria, scenariusz, opracowanie plastyczne – 2014[2]

## Nagrody
| Rok  | Tytuł                                | Organizator                                                       | Nagroda                                                                        |
| ---- | ------------------------------------ | ----------------------------------------------------------------- | ------------------------------------------------------------------------------ |
| 1973 | Powrót                               | Międzynarodowy Festiwal Filmów Krótkometrażowych w Grenoble       | Grand Prix w kategorii filmu animowanego                                       |
| 1973 | Powrót                               | Krakowski Festiwal Filmowy                                        | Dyplom Honorowy                                                                |
| 1973 | Powrót                               | Międzynarodowy Festiwal Filmów Dokumentalnych w Melbourne         | Nagroda Specjalna                                                              |
| 1974 | Winda                                | Międzynarodowy Festiwal Filmów Krótkometrażoywch w Oberhausen     | III Nagroda                                                                    |
| 1978 | Krąg                                 | Międzynarodowy Festiwal Filmowy w Chicago                         | Brązowy Hugo                                                                   |
| 1978 | Szlaban                              | Międzynarodowy Festiwal Animacji „Cinanimaffa” w Espinho          | I Nagroda                                                                      |
| 1978 | Szlaban                              | Przegląd Filmów o Sztuce                                          | Brązowy Pegaz                                                                  |
| 1978 | W cieniu                             | Międzynarodowy Festiwal Filmów Krótkometrażowych w Huesca         | Nagroda Specjalna Jury                                                         |
| 1979 | Okno                                 | Międzynarodowy Festiwal Filmów Animowanych w Annecy               | Nagroda Specjalna                                                              |
| 1979 | Przez pole                           | Międzynarodowy Festiwal Filmów Animowanych w Annecy               | Nagroda Specjalna                                                              |
| 1979 | Refleksy                             | Międzynarodowy Festiwal Filmów Animowanych w Annecy               | Nagroda Specjalna                                                              |
| 1979 | Refleksy                             | Krakowski Festiwal Filmowy                                        | Nagroda Specjalna „Złoty Smok”                                                 |
| 1979 | Refleksy                             | Krakowski Festiwal Filmowy                                        | Brązowy Lajkonik w kategorii filmu animowanego                                 |
| 1979 | Krąg                                 | World Festival of Animated Film (Warna)                           | Nagroda ASIFA                                                                  |
| 1979 | Krąg                                 | World Festival of Animated Film (Warna)                           | Nagroda ICOGRADA                                                               |
| 1980 | Refleksy                             | Przegląd Filmów o Sztuce (Zakopane)                               | Nagroda Specjalna za film animowany o wyróżniających się walorach plastycznych |
| 1980 | Okno                                 | Przegląd Filmów o Sztuce (Zakopane)                               | Nagroda Specjalna za film animowany                                            |
| 1984 | Odpryski                             | Międzynarodowy Festiwal Filmowy w Toronto                         | Grand Prix                                                                     |
| 1984 | Odpryski                             | Międzynarodowy Festiwal Filmów Animowanych w Hiroszimie           | Wyróżnienie                                                                    |
| 1985 | Odpryski                             | Ogólnopolski Konkurs Autorskiego Filmu Animowanego w Krakowie     | I Nagroda                                                                      |
| 1987 | Odpryski                             | Festiwal Filmów Animowanych „Animafilm” w Zamościu                | Grand Prix                                                                     |
| 1987 | Odpryski                             | Festiwal Filmów Animowanych „Animafilm” w Zamościu                | Wyróżnienie za walory plastyczne                                               |
| 1988 | Parada                               | Festiwal Filmów Animowanych „Animafilm” w Zamościu                | Grand Prix                                                                     |
| 1992 | Przez pole                           | Krakowski Festiwal Filmowy                                        | Nagroda Specjalna „Złoty Smok”                                                 |
| 2000 | Strojenie instrumentów               | Ogólnopolski Festiwal Autorskich Filmów Animowanych w Krakowie    | Złota Kreska w kategorii filmu profesjonalnego                                 |
| 2001 | Strojenie instrumentów               | Krakowski Festiwal Filmowy                                        | Nagroda Główna „Srebrny Lajkonik”                                              |
| 2002 | Strojenie instrumentów               | Internationales TrickFilm Festival (Stuttgart)                    | Grand Prix                                                                     |
| 2004 | Strojenie instrumentów               | Ogólnopolski Festiwal Autorskich Filmów Animowanych w Krakowie    | Platynowa Kreska dla najlepszego filmu 10-lecia festiwalu                      |
| 2014 | Fuga na wiolonczelę, trąbkę i pejzaż | Międzynarodowy Festiwal Filmów Animowanych w Hiroszimie           | Nagroda Specjalna Jury                                                         |
| 2014 | Fuga na wiolonczelę, trąbkę i pejzaż | Międzynarodowy Festiwal Filmowy Etiuda & Anima w Krakowie         | Srebrny Jabberwocky                                                            |
| 2014 | Fuga na wiolonczelę, trąbkę i pejzaż | Krakowski Festiwal Filmowy                                        | Złoty Smok                                                                     |
| 2014 | Fuga na wiolonczelę, trąbkę i pejzaż | Les Sommets du Cinema d'Animation                                 | Nagroda Publicznosci                                                           |
| 2015 | Fuga na wiolonczelę, trąbkę i pejzaż | Dresden Filmfest w Dreźnie                                        | Złoty Jeździec dla najlepszej animacji                                         |
| 2015 | Fuga na wiolonczelę, trąbkę i pejzaż | Be There! Corfu Animation Film Festival                           | Grand Prix                                                                     |
| 2015 | Fuga na wiolonczelę, trąbkę i pejzaż | Międzynarodowy Festiwal Fiilmów Animowanych „Animator”            | Grand Prix „Złoty Pegaz”                                                       |
| 2015 | Fuga na wiolonczelę, trąbkę i pejzaż | Międzynarodowy Festiwal Fiilmów Animowanych „AniFilm” w Trzeboniu | Nagroda dla najlepszego filmu nienarracyjnego i eksperymentalnego              |